# Trung tâm Thương mại Quốc tế
Trung tâm Thương mại Quốc tế (Centre du commerce international, viết tắt CCI) là cơ quan chung của Tổ chức Thương mại Thế giới và Liên Hợp Quốc.
Tuyên bố sau đây về Trung tâm Thương mại Quốc tế được trích từ trang chủ của cơ quan này và phản ánh quan điểm chính thức của Trung tâm Thương mại Quốc tế về các chức năng riêng:
"Trung tâm Thương mại Quốc tế thúc đẩy kinh doanh xuất khẩu nhỏ thành công tại các nước đang phát triển bằng cách cùng với các đối tác cung cấp giải pháp phát triển thương mại đối với khu vực tư nhân, các tổ chức hỗ trợ thương mại và các nhà hoạch định chính sách. "
Trung tâm Thương mại Quốc tế hoạt động trên 6 lĩnh vực:
- Phát triển sản phẩm và thị trường
- Phát triển dịch vụ hỗ trợ thương mại
- Mậu dịch thông tin
- Phát triển nguồn nhân lực
- Quản trị buôn bán và phân phối quốc tế
- Thẩm định nhu cầu, hoạch định chương trình xúc tiến thương mại.

Hỗ trợ kỹ thuật của Trung tâm Thương mại Quốc tế tập trung vào ba vấn đề trong đó họ tin rằng nhu cầu xây dựng năng lực quốc gia là quan trọng nhất: ngoài ra là việc giúp các doanh nghiệp hiểu quy định của Tổ chức Thương mại Thế giới; tăng cường khả năng cạnh tranh doanh nghiệp và phát triển chiến lược xúc tiến thương mại mới.